# Huillapima
Huillapima es una localidad y comuna cabecera del municipio homónimo del departamento Capayán, en la provincia argentina de Catamarca.
Se encuentra al sur de la ciudad de San Fernando del Valle de Catamarca a través de la Ruta Nacional 38.
Se ubica a aproximadamente 451 m s. n. m. en el comienzo del Altiplano andino en la falda oriental de la sierra de Ambato, a unos 1600 km de la ciudad de Buenos Aires.
Cuenta con la iglesia y su imagen entronizada de la Virgen de Luján.

## Biblioteca
Biblioteca Popular José María Ramos Mejía.

## Población
Cuenta con 2,416 habitantes (Indec, 2010), lo que representa un incremento del 13% frente a los 2,139 habitantes (Indec, 2001) del censo anterior.
| Gráfica de evolución demográfica de Huillapima entre 1991 y 2010 |
|                                                                  |
| Fuente: Censos nacionales del INDEC                              |